# Ruine Leonrod

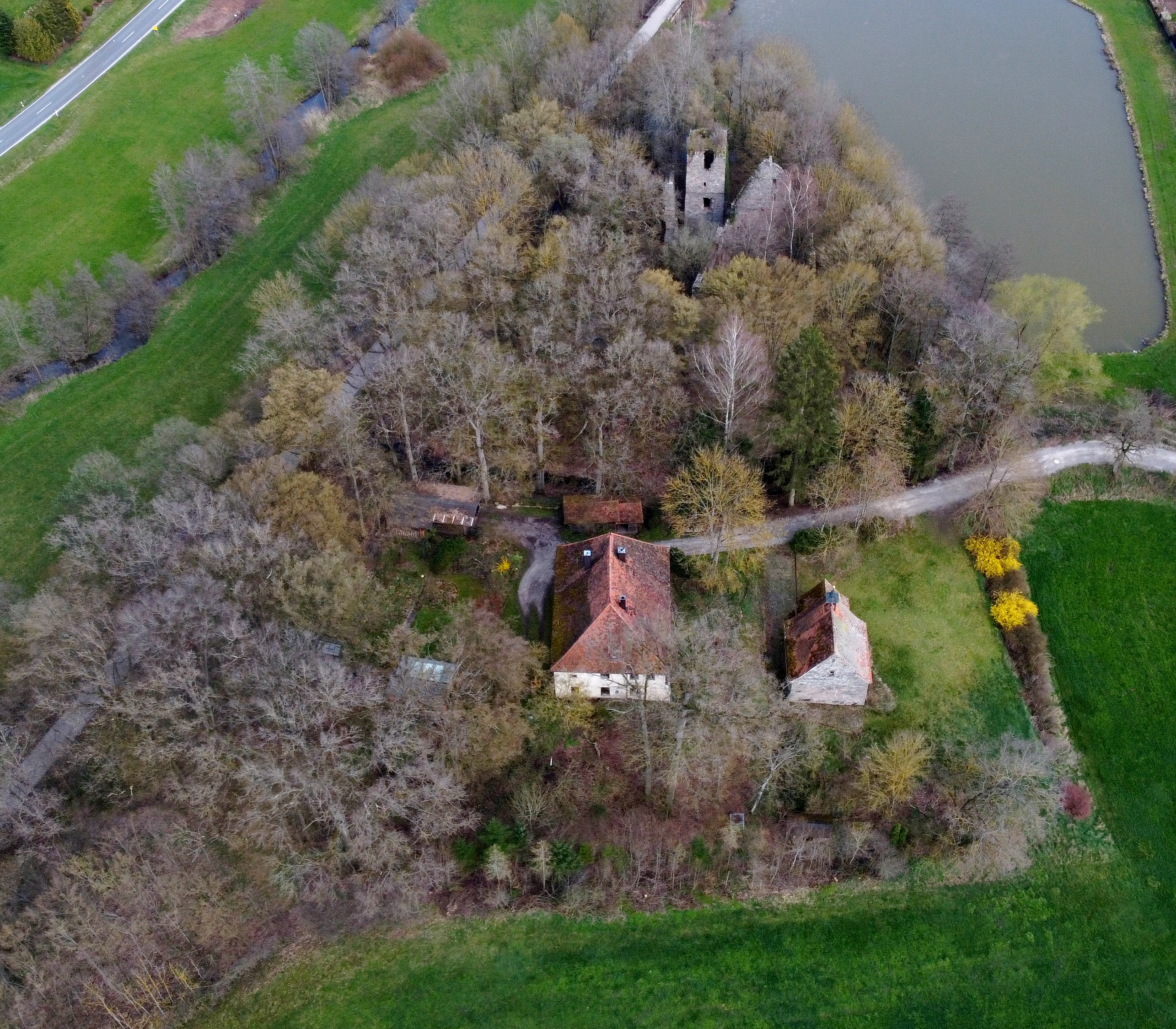
Luftbild der Ruine Leonrod von Westen. Im Vordergrund die Vorburg mit der Burgkapelle St. Georg (14. Jahrhundert) und dem Jägerhaus (17./18. Jahrhundert).

Die Ruine Leonrod, auch Burg Lewenrode genannt, ist die Ruine einer Wasserburg an einem Teich im Biberttal am Rand des Gemeindeteils Leonrod des Marktes Dietenhofen im Landkreis Ansbach in Bayern.

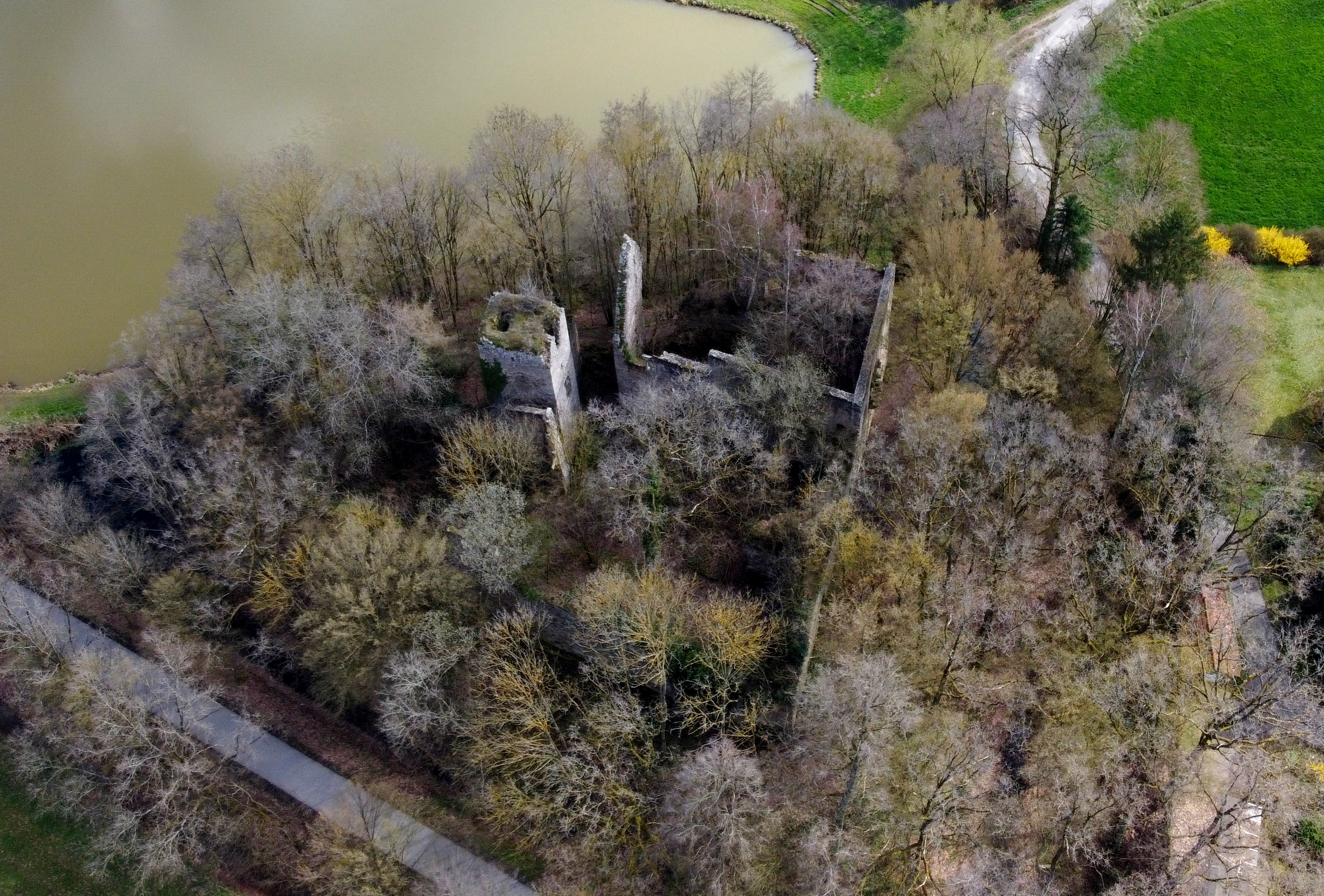
Luftbild der Hauptburg aus Richtung Norden.

## Geschichte
Die Wasserburg wurde im 13. Jahrhundert als Stammsitz und Ganerbenburg von den ab 1218 nachgewiesenen Herren von Leonrod, die aus den Herren von Buttendorf hervorgingen, zur Sicherung einer wichtigen Straßenverbindung nach Nürnberg erbaut und 1235 mit einem Rudolf „miles de Lewenrode“ erstmals ausdrücklich erwähnt. Die Leonroder waren ursprünglich Reichsministeriale, traten dann aber gegen Ende des 13. Jhs. in die Dienste der Nürnberger Burggrafen. Die Burg selbst ging aber von den Grafen von Oettingen zu Lehen. Sie war eine Ganerbenburg, von der aber zeitweise Teile in fremde Hände gelangten, in der Mitte des 15. Jhs. aber wieder unter den Leonrod vereinigt wurden.
Im 14. und 16. Jahrhundert wurden bauliche Veränderungen an der Burg vorgenommen. Vom Dreißigjährigen Krieg blieb die Burg verschont, doch kurz danach 1651 fiel sie durch Fahrlässigkeit einem Brand zum Opfer und wurde nicht wieder aufgebaut. Im 17. bis 18. Jahrhundert wurde ein Jägerhaus erbaut. Die Burg befindet sich heute im Besitz einer Erbengemeinschaft, die auf das 1951 ausgestorbene Adelsgeschlecht zurückgeht.
Einer der Angehörigen des Adelsgeschlechts war Franz Leopold Freiherr von Leonrod, der von 1867 bis 1905 Bischof von Eichstätt war und zu den bedeutendsten Bischöfen der Diözese zählte.

## Beschreibung
Die ausgedehnte Burganlage liegt auf einem nach Osten gerichteten Geländesporn. Vorburg und Hauptburg sind jeweils von einem gemauerten, wasserführenden Halsgraben umgeben. Die Ringmauer der ca. 46 × 20–40 m großen Hauptburg weist auf ihrer Westseite zwei nebeneinander liegende Burgtore mit dazwischen liegendem Turm auf, die in den durch eine Mauer zweigeteilten Burghof führen. Zu der nördlichen Burghälfte gehören ein kleines Wohngebäude im Nordwesteck und ein Palas im Nordosteck, während die südliche Burghälfte einen Palas im Südosteck und ein jüngeres Gebäude im Südwesteck aufweist. Der quadratische, 20 Meter hohe Bergfried besitzt einen Hocheingang in 9 Metern Höhe, eine Grundfläche von 6 mal 6 Metern und einer Mauerstärke von etwa zwei Metern. Ursprünglich war die Burg noch von einer Zwingermauer mit Torhaus umgeben, von der nur noch der Turm im Südwesteck vorhanden ist. In der ca. 70 × 30 m großen Vorburg befanden sich als Burgkapelle die St. Georgskapelle von 1327 sowie ein Jägerhaus des 17./18. Jahrhunderts mit Fachwerkobergeschoss und Walmdach. Die Burganlage zeigt heute noch den fast erhaltenen Bergfried und stattliche Mauerreste, Gewölbe und den Brunnen im Burghof sowie einen Vorturm. Die Burgstelle ist heute ein Bodendenkmal. Das Betreten der Ruine erfolgt auf eigene Gefahr. Beschilderungen der Eigentümer weisen auf „Achtung Lebensgefahr!“ hin.